# Eupithecia sewardata
Eupithecia sewardata là một loài bướm đêm trong họ Geometridae.